# Vauchamps (Marne)
Vauchamps je francouzská obec v departementu Marne v regionu Grand Est. Žije zde 341 obyvatel.

## Geografie

### Sousední obce
| Růžice kompasu |                          |                 | Janvilliers       | Růžice kompasu |
| Růžice kompasu | Montmirail               | Sever           |                   | Růžice kompasu |
| Růžice kompasu | Montmirail               | Vauchamps       |                   | Růžice kompasu |
| Růžice kompasu | Montmirail               | Jih             |                   | Růžice kompasu |
| Růžice kompasu | Bergères-sous-Montmirail | Boissy-le-Repos | Le Thoult-Trosnay | Růžice kompasu |